# متلازمة ماردن ووكر
متلازمة ماردن ووكر اضطراب خلقي جسمي متنحٍ نادر. يتميز بتضيق الأجفان وصغر الرأس وصغر الفك السفلي وتقفع المفاصل المتعدد وتطاول الأصابع وانعطاف الإصبع المستديم والميلان الفقري الجانبي الحُدابي وتأخر التطور الحركي، ويترافق عادةً بخلل التنسج الكلوي الكيسي والقلب اليميني ومتلازمة داندي ووكر وعدم تخلُّق الجسم الثفني.

## العلامات والأعراض
تكون معظم علامات متلازمة ماردن ووكر موجودة خلال الفترة الوليدية. العلامات الأكثر شيوعًا في هذه المرحلة هي تقفع الأصابع الخلقي المتعدد، وملامح وجهية مشوهة تأخذ مظهر القناع، وتضيق الجفنين، وتدلي الجفنين، وصغر الفك السفلي، والحنك المشقوق أو ارتفاع سقف الحنك، وانخفاض الأذنين، وتطاول الأصابع، وتشوهات الصدر كالصدر المقعر، والميلان الفقري الجانبي الحُدابي، وغياب المنعكسات الوترية العميقة، إلى جانب تشوهات ثانوية متكررة كالشذوذات الكلوية، وتشوهات القلب والأوعية الدموية، والقناة السرية المساريقية، والإحليل التحتي، وتضيق البواب الضخامي، والحُزَم العفجية، ونقص تنسج الفص السفلي للرئة اليمنى، وانزياح الحنجرة إلى اليمين، والتشوهات الفقرية، والتشوهات الدماغية.
- يعاني 75% من الأطفال المصابين بمتلازمة ماردن ووكر من تضيق الأجفان، وصغر الفم، وصغر الفك السفلي، والحدب/الجنف، والالتحام الزندي الكعبري، وتقفع الأصابع المتعدد.
- يعاني المرضى من تأخر تطوري شديد. يجب أن يكون تقفع المفاصل الخلقي وتضيق الأجفان موجودَين عند كل مريض.
- يجب أن تظهر علامتان من العلامات الثلاث الآتية: النمو بعد الولادة، وجه يشبه القناع، التخلف العقلي، انخفاض الكتلة العضلية.
- يلزم تحرّي وجود علامات إضافية عند البعض، مثل; صغر الفك السفلي، ارتفاع سقف الحنك أو الحنك المشقوق، انخفاض الأذنين، الميلان الفقري الجانبي الحُدابي.
- تشخص أعراض متلازمة ماردن ووكر عادة خلال الفترة الوليدية.

### تطور الحالة
التاريخ الطبيعي لمتلازمة ماردن ووكر غير معروف جيدًا: يموت الكثير من المصابين وهم رضّع، ودُرس عدد قليل من المرضى الذين وصلوا إلى سن البلوغ سريريًا. ومع ذلك، يكون التشخيص أكثر صعوبة عند المرضى البالغين، ويعتمد على: تضيق الأجفان، وتقفع المفاصل، وتأخر النمو، والتأخر التطوري، في حين تصبح شذوذات الوجه أقل وضوحًا مع تقدم المريض في السن. يتغير سلوك المريض من الطفولة المبكرة إلى الرشد على نحو كبير، من اللطف إلى القلق وفرط النشاط ونحو العدوانية.[بحاجة لمصدر]

## السبب
متلازمة ماردن ووكر حالة تغايرية، وصفت في البداية على أنها متلازمة. ولكنها تشابه تعابير ظاهرية لأمراض مختلفة متغايرة وتنتمي إلى المجموعة الثانية في تصنيف اعوجاج المفاصل. اشتُبه بأن سببها اعتلال عضلي خلقي غير معروف بسبب المشاركة العضلية، ولكن الموصل العصبي العضلي لم يظهر أي اعتلال عضلي أساسي عند هؤلاء المرضى. يمكن أن تحدث إصابة عضلية ثانوية ناتجة عن وجود آفة عصبية مركزية. يمكن أن يؤدي هذا إلى ضعف خلقي وضعف منعكسات الأوتار العميقة.

### الوراثة
يخضع انتقال متلازمة ماردن ووكر للوراثة الجسمية المتنحية. هذا يعني أن الجين المعيب المسؤول عن الاضطراب موجود في صبغي جسمي، ويلزم انتقال نسختين من الجين المعيب (نسخة موروثة من كل والد) لكي يولد الفرد مصابًا بهذا الاضطراب. يحمل والدا الفرد المصاب باضطراب جسمي متنحي نسخة واحدة من الجين المعيب، ولكنهما لا يعانيان من علامات أو أعراض الاضطراب.

## الفيزيولوجيا المرضية
الآلية المرضية لمتلازمة ماردن ووكر غير معروفة، ويمكن أن تكون ناتجة عن عيب وراثي يتجلى بآلية جزيئية مختلة في البنى الهدبية الأساسية في الخلية. هذه العضيات موجودة في الكثير من الأنواع الخلوية في جسم الإنسان. تؤثر العيوب الهدبية بشكل سلبي على «الكثير من مسارات الإشارات التطورية الحرجة» الضرورية للتطور الخلوي.